# Quel Dio
Quel Dio é a primeira encíclica do Papa Gregório XVI, publicada em 5 de abril de 1831, com a qual o Pontífice expressa sua satisfação pela conclusão das revoltas que eclodiram nos Estados Pontifícios a partir de fevereiro de 1831 e agradece ao Imperador austríaco Francisco I que com a sua intervenção, junto com grupos de cidadãos organizados na milícia cívica, tenha restaurado a plenitude do poder temporal.